# Université catholique du Congo
De Université catholique du Congo, ook bekend als UCC, is een particuliere, katholieke, Franstalige instelling voor hoger onderwijs in de stad Kinshasa in de Democratische Republiek Congo. Het is een instelling van de katholieke kerk in Congo. Het UCC vindt zijn oorsprong in de universiteit Lovanium, en meer bepaald in de faculteit Theologie van deze instelling, opgericht in 1957.
De grootkanselier van de universiteit is bisschop Marcel Utembi Tapa, aartsbisschop van Kisangani en sinds 2016 voorzitter van de Conférence Épiscopale Nationale du Congo.

## Geschiedenis
De geschiedenis van de Université catholique du Congo gaat terug tot 1957, met de oprichting van de Faculteit Godgeleerdheid binnen de Lovanium Universiteit, die zelf in 1954 werd opgericht. In 1971 werd Lovanium genationaliseerd bij de fusie van alle universiteiten en samenvoeging in de université nationale du Zaïre (UNAZA). In 1974 werd de Faculteit Godgeleerdheid uit UNAZA gestoten, en functioneerde verder als onafhankelijke onderwijsinstelling. De inrichtende macht, de Conférence Episcopale du Zaïre, hervormde de faculteit in 1987 tot een pluralistische instelling onder de naam Facultés Catholiques de Kinshasa (FCK), waarbij naast een Faculteit Godgeleerdheid een Faculteit Wijsbegeerte werd opgericht. In juli 1989 werd binnen de Faculteit Godgeleerdheid een departement Canoniek Recht opgericht en volgde een derde faculteit, die van Ontwikkelingswetenschappen en -technieken, sinds het academiejaar 2000-2001 bekend als de Faculteit Economie en Ontwikkeling. In juni 1991 werd de Faculteit Sociale Communicatie goedgekeurd, die in 1993 operationeel werd. Canoniek Recht werd een aparte faculteit, en in 2009 volgde een zesde faculteit, Rechten en Politieke Wetenschappen, die in 2013 werd opgesplitst in twee faculteiten: de Faculteit der Rechtsgeleerdheid en de Faculteit Politieke Wetenschappen.
De Conférence Épiscopale Nationale du Congo koos er in 2003 ook voor de naam te wijzigen naar Université Catholique du Congo (UCC), wat in 2009 formeel bekrachtigd werd.

## Organisatie
Het onderwijs is georganiseerd in negen faculteiten:
- Faculteit Godgeleerdheid (FTH)
- Faculteit Canoniek Recht (FDC)
- Faculteit der Wijsbegeerte (FPH)
- Faculteit Economie en Ontwikkeling (FED)
- Faculteit Sociale Communicatie (FCS)
- Faculteit der Rechtsgeleerdheid (FDR)
- Faculteit Politieke Wetenschappen (FSPO)
- Faculteit Informatica (FSI)
- Faculteit der Geneeskunde

De Université Catholique du Congo (UCC) heeft twee campussen in Kinshasa: een in het stadscentrum van Kinshasa, in de gemeente Limete, en een in de heuvels ten zuiden van het stadscentrum, in de gemeente Mont-Ngafula.

### Campus Limete
De Campus Limete aan de Avenue de l'Université n°2 is de oudste van de twee campussen en telt vier faculteiten, Canoniek Recht, Economie en Ontwikkeling, Rechten en Politieke Wetenschappen. De administratie van de universiteit is gevestigd op deze locatie, waar zich ook een grote bibliotheek, een onderzoekscentrum, kantoorfaciliteiten, een apotheek en een aantal restaurants en terrassen bevinden die door studenten worden bezocht. De campus ligt vlak bij de parochie Saint Raphaël, net naast het Centre Pastoral de Lindonge.
04° 20′ 28″ ZB, 15° 19′ 33″ OL

### Campus Mont-Ngafula
De nieuwe campus Mont-Ngafula ligt bij de parochie Sainte Rita, ten zuidoosten van de wijk Cité-verte. Op de campus bevinden zich drie faculteiten: Theologie, Filosofie en Sociale Communicatie. Het gebouw is gebouwd op drie niveaus, in de vorm van een kruis van Jezus, waarbij bij elke vleugel een groep auditoria is gebouwd.  
04° 26′ 33″ ZB, 15° 15′ 51″ OL

## Zeventigjarig jubileum
De samenwerking met de Belgische partners KU Leuven en UCLouvain werd doorheen de jaren opnieuw geherintensiveerd. De Congolese en Belgische partners wilden in 2024 de 70ste verjaardag van de oprichting van Lovanium aangrijpen om het partnerschap te hernieuwen en engageren zich voor een intensieve samenwerking op het vlak van onderzoek, onderwijs en capaciteitsuitbreiding in domeinen als klimaatverandering, biodiversiteit, gezondheid, digitalisering, cultureel erfgoed en internationale relaties.  Ter ere van de 70ste verjaardag van Lovanium, schrijven KU Leuven en UCLouvain samen 70 beurzen uit voor onderzoeks- en onderwijssamenwerkingen. Deze beurzen kunnen Congolese onderzoekers de kans bieden samen te werken met Belgische collega’s, zowel in Congo als in België. Waar mogelijk zullen de onderzoeksverblijven gebruikt worden om Congolese collega’s in te schakelen in Leuvense onderwijsprogramma’s. Door een dialoog op gang te brengen kunnen Leuvense studenten kennis maken met de grote uitdagingen waar DR Congo zich voor geplaatst ziet en met de grote impact van het onderzoek van onder meer UNIKIN en UCC. Rector Luc Sels van de KU Leuven benadrukt "de samenwerking met het Globale Zuiden betreft gelijkwaardige partnerschappen waarin een wederzijdse capaciteitsversterking kan leiden tot Global Development: alleen samen, met sterke academische partnerschappen en netwerken over continentale grenzen heen, kunnen we een antwoord bieden op de wetenschappelijke en maatschappelijke uitdagingen van vandaag."
- Gemeinsame Normdatei: 1283040409
- International Standard Name Identifier: 0000 0001 2191 8716
- Library of Congress Control Number: no2014066696
- Système universitaire de documentation: 067232264
- Virtual International Authority File: 308762066